# Otternhagen
Otternhagen est un quartier de la commune de Neustadt am Rübenberge, dans le Land de Basse-Saxe.

## Géographie
Le village est relié au centre de la ville par la Kreisstraße 314 et s'étend comme un village-rue du nord au sud sur une longueur d'environ 4 kilomètres.

## Histoire
Le Hagenhufendorf est mentionné pour la première fois en 1215 sous les noms de "Oterenhagen", "Uterenhagen" et "Auterenhagen". Le nom dérive du nom de la rivière locale Auter.
Le 1er avril 1974, dans le cadre de la réforme régionale en Basse-Saxe, la commune auparavant indépendante d'Otternhagen est incorporée à la ville de Neustadt am Rübenberge.

## Source, notes et références
- (de) Cet article est partiellement ou en totalité issu de l’article de Wikipédia en allemand intitulé « Otternhagen » (voir la liste des auteurs).

1. ↑  (de) Statistisches Bundesamt, Historisches Gemeindeverzeichnis für die Bundesrepublik Deutschland. Namens-, Grenz- und Schlüsselnummernänderungen bei Gemeinden, Kreisen und Regierungsbezirken vom 27.5.1970 bis 31.12.1982, 1983 (ISBN 3-17-003263-1)